# Komon (Guéguéré)
Pour les articles homonymes, voir Komon.
Komon est une localité du département de Guéguéré située dans la province d'Ioba de la région Sud-Ouest) au Burkina Faso. En 2006, cette localité comptait 523 habitants dont 50.6% de femmes.